# Borussia Verein für Leibesübungen 1900 Mönchengladbach 1960-1961
Questa voce raccoglie le informazioni riguardanti il Borussia Mönchengladbach nelle competizioni ufficiali della stagione 1960-1961.

## Stagione
Nel campionato di Oberliga Ovest del 1960-1961 la squadra si classifica al sesto posto. Sono ammesse alla finali il Colonia (vincitore del titolo regionale) e il Borussia Dortmund.
Vince la Coppa di Germania 1960, disputata il 5 ottobre, battendo in finale il Karlsruhe per 3-2.

## Rosa
| N. |                           | Ruolo | Calciatore          |
| -- | ------------------------- | ----- | ------------------- |
|    | Germania Ovest (bandiera) | P     | Friedel Dresbach    |
|    | Germania Ovest (bandiera) | P     | Günter Jansen       |
|    | Germania Ovest (bandiera) | D     | Friedhelm Frontzeck |
|    | Germania Ovest (bandiera) | D     | Albert Jansen       |
|    | Germania Ovest (bandiera) | D     | Heinz de Lange      |
|    | Germania Ovest (bandiera) | D     | Lambert Pfeiffer    |
|    | Germania Ovest (bandiera) | D     | Gerd Schommen       |
|    | Germania Ovest (bandiera) | D     | Willi Wicken        |

| N. |                           | Ruolo | Calciatore           |
| -- | ------------------------- | ----- | -------------------- |
|    | Germania Ovest (bandiera) | C     | Dieter Bedürftig     |
|    | Germania Ovest (bandiera) | C     | Hans Göbbels         |
|    | Germania Ovest (bandiera) | C     | Egmont Kablitz       |
|    | Germania Ovest (bandiera) | C     | Karl-Heinz Mülhausen |
|    | Germania Ovest (bandiera) | A     | Albert Brülls        |
|    | Germania Ovest (bandiera) | A     | Franz Brungs         |
|    | Germania Ovest (bandiera) | A     | Helmut Fendel        |
|    | Germania Ovest (bandiera) | A     | Ulrich Kohn          |

## Risultati

### Coppa di Germania
| Arbitro: | Sparing (Kassel) |

|  |           |                      |
|  | Marcatori | 2’ Brülls 54’ Brungs |

| Arbitro: | Dusch (Kaiserslautern) |

|                                   |           |                          |
| Mühlhausen 5’ Kohn 25’ Brülls 60’ | Marcatori | 22’ Herrmann 58’ Schwarz |

## Statistiche

### Statistiche dei giocatori
| Giocatore    | Oberliga Ovest | Oberliga Ovest | Coppa di Germania | Coppa di Germania | Totale   | Totale |
| Giocatore    | Presenze       | Reti           | Presenze          | Reti              | Presenze | Reti   |
| ------------ | -------------- | -------------- | ----------------- | ----------------- | -------- | ------ |
| F. Dresbach  | 19             | ?              | ?                 | ?                 | 19+      | ?      |
| G. Jansen    | 11             | ?              | 1+                | ?                 | 12+      | ?      |
| F. Frontzeck | 21             | 1              | 1+                | 0                 | 22+      | 1      |
| A. Jansen    | 27             | 2              | 1+                | 0                 | 28+      | 2      |
| H. de Lange  | 28             | 0              | 1+                | 0                 | 29+      | 0      |
| L. Pfeiffer  | 24             | 0              | 1+                | 0                 | 25+      | 0      |
| G. Schommen  | 5              | 0              | ?                 | ?                 | 5+       | 0+     |
| W. Wicken    | 3              | 0              | ?                 | ?                 | 3+       | 0+     |
| D. Bedürftig | 14             | 4              | ?                 | ?                 | 14+      | 4+     |
| H. Göbbels   | 18             | 0              | 1+                | 0                 | 19+      | 0      |
| E. Kablitz   | 23             | 1              | ?                 | ?                 | 23+      | 1+     |
| K. Mülhausen | 27             | 6              | 1+                | 1                 | 28+      | 7      |
| A. Brülls    | 26             | 1              | 1+                | 2                 | 27+      | 3      |
| F. Brungs    | 30             | 9              | 1+                | 1                 | 31+      | 10     |
| H. Fendel    | 24             | 10             | 1+                | 0                 | 25+      | 10     |
| U. Kohn      | 30             | 21             | 1+                | 1                 | 31+      | 22     |